# The Golden Shower
The Golden Shower è un film muto del 1919 diretto da John W. Noble.

## Trama
Colpito dalla bellezza di Mary Kane, una studentessa che ha visto danzare durante una cerimonia di iniziazione al college, il libertino "Broadway Al" Campbell cerca di sedurre la ragazza che però lo respinge. Lui la invita a un party in stile romano e, per metterla in imbarazzo, le illumina in controluce il leggero costume mettendole in risalto il corpo. Mary gli sfugge ancora, chiudendosi dentro uno spogliatoio. L'uomo, nell'inseguirla, ha un attacco cardiaco. Sul letto di morte, stila un testamento dove lascia come eredità un dollaro al figlio e tutta la sua fortuna a Mary, la "sua fidanzatina", in modo da disonorarla. Pur se la giovane rifiuta quel denaro, protestando la propria innocenza, né gli amici né suo padre le credono, tanta da evitarla. La ragazza parte allora per il West, dove conosce un uomo di cui si innamora. Scoprirà che è il figlio di Campbell. Gli confessa la propria identità: lui, dapprima, la respinge; poi, alla fine, si convince della sua innocenza.

## Produzione
Il film fu prodotto dalla Vitagraph Company of America.

## Distribuzione
Distribuito dalla Vitagraph Company of America, il film uscì nelle sale cinematografiche USA il 30 novembre 1919.